# Diospyros toxicaria
Diospyros toxicaria är en tvåhjärtbladig växtart som beskrevs av William Philip Hiern. Diospyros toxicaria ingår i släktet Diospyros och familjen Ebenaceae. Inga underarter finns listade i Catalogue of Life.